# Michael Mann (filmowiec)
Michael Kenneth Mann (ur. 5 lutego 1943 w Chicago) – amerykański reżyser, scenarzysta i producent filmowy.

## Życiorys
Na początku swojej kariery kręcił głównie filmy o tematyce kryminalnej oraz filmy dokumentalne. Do końca lat 80. XX wieku kręcił też często i produkował seriale telewizyjne m.in. Crime Story oraz Policjanci z Miami, które zyskały dużą popularność i stały się ikonami filmowej popkultury.
Jako reżyser kinowy stał się popularny dzięki widowiskowej wersji Ostatniego Mohikanina oraz nakręconej trzy lata później Gorączki, z Alem Pacino i Robertem De Niro – po raz pierwszy występujących wspólnie na ekranie (obaj grali wcześniej w drugiej części Ojca chrzestnego, ale ich postacie nie mogły się ze sobą spotkać – Pacino gra Michaela Corleone, a De Niro – jego ojca w młodości).
Przewodniczył jury konkursu głównego na 69. MFF w Wenecji (2012).

## Filmografia
- 2023: Ferrari – produkcja i reżyseria
- 2015: Haker (Blackhat) – produkcja, scenariusz i reżyseria
- 2009: Wrogowie publiczni (Public Enemies) – produkcja, scenariusz i reżyseria
- 2006: Miami Vice – produkcja, scenariusz i reżyseria
- 2004: Zakładnik (Collateral) – produkcja, scenariusz i reżyseria
- 2001: Ali – produkcja, scenariusz i reżyseria
- 1999: Informator (The Insider) – produkcja, scenariusz i reżyseria
- 1995: Gorączka (Heat) – produkcja, scenariusz i reżyseria
- 1992: Ostatni Mohikanin (The Last of the Mohicans) – scenariusz i reżyseria (na podstawie powieści J. F. Coopera)
- 1990: Wojny narkotykowe – Camarena (Drug Wars: The Camarena Story) – produkcja
- 1989: Prosto z Los Angeles (L.A. Take Down) – scenariusz i reżyseria
- 1986-1988: Crime Story – produkcja, scenariusz i reżyseria
- 1986: Łowca (Manhunter) (inny tytuł: Czerwony smok) – scenariusz i reżyseria (podstawie powieści T. Harrisa)
- 1984-1989: Policjanci z Miami (Miami Vice) – produkcja i scenariusz
- 1983: Twierdza (The Keep) – scenariusz i reżyseria
- 1980: Złodziej (Thief) – scenariusz i reżyseria
- 1979: The Jericho Mile – scenariusz i reżyseria